# La Même Tribu, volume 2
Albums de Eddy Mitchell
La Même Tribu, volume 1
(2017) Country Rock
(2021)
La Même Tribu, volume 2 est le trente-huitième album studio d'Eddy Mitchell, sorti en 2018. Il est composé de duos de reprises de chansons de Mitchell. Il fait suite à La Même Tribu, volume 1, sorti à l'automne 2017.

## Histoire
Sur le même concept que le premier opus paru en novembre 2017, Eddy Mitchell poursuit sa revisite en duo de ses anciennes chansons. Ce second volume, outre une version (quelque peu) différente du titre La même tribu, propose la reprise de That's How I Got to Memphis (en) (version originale de l'adaptation Sur la route de Memphis par Mitchell), interprété ici en anglais et en duo avec Gregory Porter.
Sur la seconde version du morceau La même tribu, On retrouve les mêmes protagonistes que précédemment (Johnny Hallyday, Laurent Voulzy, Pascal Obispo, Alain Souchon, Julien Clerc, Renaud, Christophe, Sanseverino, Maxime Le Forestier, Michel Jonasz,Arno, Calogero, Brigitte, Thomas Dutronc, William Sheller, Laurent Gerra, Jacques Dutronc), auquel s'ajoutent Véronique Sanson et Féfé.
De tous les participants, Arno est le seul à avoir interprété un titre en duo sur chacun des deux volumes (il chante Lèche-bottes blues sur le précédent).
Comme pour le volume 1, la pochette de l'album est dessinée par Ralph Meyer.

## Autour de l'album
Sous le label Polydor Universal, La Même Tribu volume 2 sort sous différents formats qui constituent l'édition originale :
- simple CD ; CD-DVD ; double CD compilant les deux volumes
- double 33 tours vinyle noir ; double 33 tours vinyle orange
- coffret collector : CD-DVD, double 33 tours vinyle transparent

That's How I Got to Memphis (en) (jamais encore enregistré par Eddy Mitchell dans sa version anglaise), est l'unique création originale de l'album ; Les différentes reprises sont issues des disques suivants :
- Pas de boogie woogie 45 tours paru en 1976
- L'esprit grande prairie album Come Back (2010)
- Il ne rentre pas ce soir album Après minuit (1978)
- Le cimetière des éléphants album Le Cimetière des éléphants (1982)
- Vieille canaille album Eddy Paris Mitchell (1986)
- Couleur menthe à l'eau album Happy Birthday (1980)
- C'est la vie mon chéri album Rocking in Nashville (1974)
- Rio Grande album Rio Grande (1993)
- C'est facile album Zig-zag (1972)
- Le blues du blanc album Racines (1984)
- La Dernière Séance album La Dernière Séance (1977)
- Tu peux préparer le café noir album C'est bien fait (1979)
- Je chante pour ceux qui ont le blues album Frenchy (2003)

Sur la chanson C'est la vie mon chéri, Laurent Gerra imite les voix de : Johnny Hallyday, Francis Cabrel, Jacques Dutronc, Nicolas Sarkozy, Patrick Bruel, Charles Aznavour, Renaud, Julien Clerc et Bourvil.  

## Liste des titres
| 1.  | Pas de boogie woogie (Don’t Boogie Woogie) (avec Calogero) | Claude Moine (adaptation)                | Layng Martine Jr     | 3:59 |
| 2.  | L’esprit grande prairie (avec Pascal Obispo) | Alain Souchon                            | Laurent Voulzy       | 5:07 |
| 3.  | Il ne rentre pas ce soir (avec Maxime Le Forestier) | Claude Moine                             | Pierre Papadiamandis | 3:29 |
| 4.  | Le cimetière des éléphants (avec Véronique Sanson) | Claude Moine                             | Pierre Papadiamandis | 4:18 |
| 5.  | Vieille canaille (You Rascal You (avec Féfé) | Jacques Plante (adaptation)              | Sam Theard (en)      | 3:11 |
| 6.  | Couleur menthe à l'eau (avec Juliette Armanet) | Claude Moine                             | Pierre Papadiamandis | 3:39 |
| 7.  | A crédit et en stéréo (No Particular Place To Go) (avec Arno) | Claude Moine (adaptation)                | Chuck Berry          | 2:48 |
| 8.  | That's How I Got to Memphis (en) (Sur la route de Memphis) (avec Gregory Porter) | Tom T. Hall                              | Tom T. Hall          | 3:13 |
| 9.  | C’est la vie mon chéri (Almost Grown) (avec Laurent Gerra) | Claude Moine (adaptation)                | Chuck Berry          | 3:19 |
| 10. | Rio Grande (avec Laurent Voulzy) | Claude Moine                             | Pierre Papadiamandis | 4:45 |
| 11. | C’est facile (avec Héléna Noguerra) | Claude Moine                             | Pierre Papadiamandis | 3:29 |
| 12. | Le blues du blanc (avec Thomas Dutronc) | Claude Moine                             | Pierre Papadiamandis | 4:00 |
| 13. | La dernière séance (avec Cécile de France) | claude Moine                             | Pierre Papadiamandis | 4:01 |
| 14. | Tu peux préparer le café noir (Everyday I Have To Cry) (avec William Sheller) | Claude Moine, Boris Bergman (adaptation) | Alexander Arthur Jr. | 3:28 |
| 15. | Je chante pour ceux qui ont le blues (avec Michel Jonasz) | Claude Moine                             | Pierre Papadiamandis | 4:39 |
| 16. | La même tribu (version 2) (avec Michel Gaucher, Johnny Hallyday, Laurent Voulzy, Pascal Obispo, Alain Souchon, Julien Clerc, Renaud, Christophe, Sanseverino, Maxime Le Forestier, Michel Jonasz, Arno, Calogero, Brigitte, Thomas Dutronc, Véronique Sanson, William Sheller, Laurent Gerra, Jacques Dutronc, Féfé) | Claude Moine                             | Pierre Papadiamandis | 3:30 |

## Musiciens
Nota, source pour l'ensemble de la section :
- Rob Mounsey : arrangements cordes et cuivres
- Michel Gaucher : arrangements cuivres (titres 4, 5, 16)
- Guitare : Mark Goldenberg, Hervé Brault, Hugh Mc Cracken, Basile Leroux, Slim Pezin
- Basse : Lee Sklar, Francisco Cartero, Evert Verhees
- Batterie : Bernie Dresel, Loic Pontieux, Bernard Purdie, Christophe Deschamps, Claude Salmieri
- Piano, claviers : Rob Mounsey, Richard Tee, Kinny Landrum, Jean-Yves D'Angelo, Claude Salmieri
- Harmonica : Charlie McCoy, Greg Zlap
- Pedal steel guitar : Russ Hicks
- Chœurs : Yannick Claire, Loïca Künstlich, Cyril Mence, Frederike Schieste
- programmations : Antoine Duchêne
- Percussions : Mayra Casales
- Saxophone alto : Glen Berger
- Saxophone baryton : Jerry Vivino, Pierre D'Angelo
- Saxophone ténor : George Shelby, Michel Gaucher, Hervé Meschinet
- Saxophone soprano : Michel Gaucher
- Flugelhorn : Bill Churchville
- Trombone : Bob McChesney, Michael Joussein
- Trompette :  Bill Churchville, Christian Martinez, Éric Mula
- Clarinette contre alto en EB : Sylvain Carton
- Cor : Jon Titmus, Mike Stanley
- Bugle : Christian Martinez, Éric Mula
- Euphonium : Bob Mc Chesney
- Flute : Laura Vivino, Michel Gaucher, Hervé Meschinet, Pierre D'Angelo
- Flûte alto : Jerry Vivino, Glen Berger, Michel Gaucher
- Cordes : SBO Productions, Christophe Briquet, Thibault Mortegoute
- Violon solo : Hugues Borsarello